# Thượng Long, Yên Lập
Thượng Long là một xã thuộc huyện Yên Lập, tỉnh Phú Thọ, Việt Nam.
Xã Thượng Long có diện tích 28,53 km², dân số năm 1999 là 5080 người, mật độ dân số đạt 178 người/km².